# 坂祝町
坂祝町（日语：／ Sakahogi chō */?）是岐阜縣中南部加茂郡所轄的一個町。

## 地理
- 山：御部山、カナクズ山、城山、加茂山
- 河川：木曾川、迫間川、加茂川

### 鄰近行政區劃
除指明外均屬岐阜縣。
- 北和東－美濃加茂市
- 東南－可兒市
- 南－愛知縣犬山市（但沒有直接連結的道路）
- 西南－各務原市
- 西北－關市

## 交通

### 鐵道路線
- 東海旅客鐵道
  - 高山本線：坂祝站

### 道路
- 一般國道
  - 國道21號、岐阜南部橫斷高速公路坂祝繞道
- 一般縣道
  - 岐阜縣道345號坂祝關線
  - 岐阜縣道346號富加坂祝線
  - 岐阜縣道367號勝山山田線

### 巴士
- 坂祝町福祉巴士（不設巴士站，只來往長者和殘障人士的福利設施，一般人不能乘坐）
- 岐阜巴士（往美濃加茂市的路線取消後，曾有來往關市和各務原市鵜沼的巴士路線途徑本町的勝山和深萱（2007年3月29日開設），但該路線已於2009年3月31日被取消。至今已沒有連接的路線。）

## 行政
- 町長
  - 梅田克己（1995年4月30日－2007年4月29日，共3任）
  - 南山宗之（2007年4月30日－）

## 历史
- 1889年（明治22年）7月1日－實行町村制，酒倉村、深田村、大針村、黑岩村、深萱村、勝山村、取組村成立。
- 1897年（明治30年）4月1日－酒倉村、深田村、大針村、黑岩村、深萱村、勝山村、取組村合併為坂祝村。
- 1968年（昭和43年）10月1日－實行町制，升格為坂祝町。

## 外部連結
- 坂祝町網站（页面存档备份，存于）